# ويفرتون (تشيشير)
ويفرتون (بالإنجليزية: Waverton, Cheshire)‏ هي قرية و أبرشية مدنية تقع في المملكة المتحدة في إنجلترا.  يقدر عدد سكانها بـ 1,560 نسمة .